# Caity Lotz
Caitlin Marie Lotz (San Diego, Califórnia, 30 de dezembro de 1986) é uma atriz, dançarina, diretora, cantora e modelo norte-americana, conhecida por interpretar a oficial Kirsten Landry em Death Valleyc, Annie no filme de terror The Pact, e pela atuação como a super-heroína Sara Lance em Arrow, onde viveu a primeira adaptação do manto da Canário Negro no Arrowverso sob a alcunha da primeira Canário da série, e no spin-off Legends Of Tomorrow, série que protagoniza como a ressuscitada Canário Branco. Caity Lotz também é co-fundadora da SheThority, uma plataforma de empoderamento feminino criada por ela e outras atrizes do Arrowverso.

## Biografia
Lotz começou sua carreira como dançarina em turnês de Lady Gaga e Avril Lavigne. Pouco depois participou nos vídeos musicais Paparazzi e LoveGame de Lady Gaga. One Love de David Guetta e Estelle; w]] de Selena Gomez; Mesmerized de ]; Baby It's You de também de campanhas publicitárias para Reebok, Jack in the Box e T-Mobile e realizou cenas como dublê de dança no filme Step Up 3D, Lotz também é artista marcial, com um pouco de treinamento em Taekwondo, Wushu e Muay Thai. Também pratica parkour.
Em 2005 se juntou ao grupo de meninas Soccx. Em 2006, o grupo lançou seu primeiro single: From Dusk Till Dawn (Get The Party Started), seguido por Scream Out Loud em 2007, que alcançaram o top 10 na Alemanha. Seu álbum de estréia, Hold On, também foi lançado em 2007 e seu terceiro single, Can’t Take My Eyes Off You foi lançado em 2008.
Caity foi modelo para as revistas Men's Health e Esquire, esta última em conjunto com o site Me In My Place.
Ela começou sua carreira como atriz em 2006 com um pequeno papel no filme de animadoras de torcida, Bring It On: All or Nothing, posteriormente um papel no terceiro episódio de Law & Order: Los Angeles e um papel recorrente na quarta temporada do drama da AMC Mad Men como Stephanie, sobrinha de Anna Draper. Em 2011, ela desempenhou um papel de oficial Kirsten Landry, no falso documentário Death Valley da MTV. Em 2012 aparece como Annie no filme The Pact, que estreou no Sundance Film Festival 2012. Em 2013 aparece em Live at the Foxes Den e  Battle of the Year: The Dream Team. Também obteve um papel recorrente na segunda temporada da série Arrow da CW, onde ela interpretou Sara Lance, substituindo Jacqueline MacInnes Wood, que interpretou o personagem no episódio piloto. Atualmente Caity atua na série Legends Of Tomorrow também da emissora americana The CW com a personagem Sara Lance, saída da série Arrow junto com demais personagens de outras séries formando um novo grupo de heróis que o objetivo principal é proteger a linha do tempo e proteger o mundo de vilões.

## Vida pessoal
Caity é casada desde fevereiro de 2023 com o ator Kyle Schmid. No dia 20 de abril de 2024, Caity anunciou em sua conta no instagram que estava grávida de seu primeiro filho.

## Filmografia
| Ano  | Título                      | Personagem                | Notas          |
| ---- | --------------------------- | ------------------------- | -------------- |
| 2006 | Bring It On: All or Nothing | Pacific Vista Cheerleader |                |
| 2012 | The Pact                    | Annie Barlow              |                |
| 2012 | Cold and Ugly               | Tanya Pavelovna           | Curta-metragem |
| 2013 | The Machine                 | Ava/The Machine           |                |
| 2013 | Battle of the Year          | Stacy                     |                |
| 2013 | Out of the Blue             | Dominique                 | Curta-metragem |
| 2013 | Live at the Foxes Den       | Susan Hudson              |                |
| 2014 | The Pact 2                  | Annie Barlow              |                |
| 2014 | Missed Call                 | Kirsten                   | Curta-metragem |
| 2015 | 400 Days                    | Dr. Emily McTier          |                |
| 2017 | Small Town Crime            | Heidi                     |                |

| Ano           | Título                   | Personagem                              | Notas                                                                                       |
| ------------- | ------------------------ | --------------------------------------- | ------------------------------------------------------------------------------------------- |
| 2010          | Law & Order: Los Angeles | Amy Reynolds                            | 1 episódio                                                                                  |
| 2010-2015     | Mad Men                  | Stephanie                               | 5 episódios                                                                                 |
| 2011          | Death Valley             | Oficial Kirsten Landry                  | 11 episódios                                                                                |
| 2012          | NTSF:SD:SUV              | Mary                                    | 1 episódio                                                                                  |
| 2013-2020     | Arrow                    | Sara Lance/Canário Negro/Canário Branco | Recorrente (2-4 Temporada; 30 episódios) Participação especial (5-6 Temporada; 2 episódios) |
| 2014          | Stalker                  | Melissa Barnes                          | 1 episódio                                                                                  |
| 2016          | Robot Chicken            | Papel de voz                            | 1 episódio                                                                                  |
| 2016-presente | Legends Of Tomorrow      | Sara Lance/Canário Branco               | Elenco principal                                                                            |
| 2016-2017     | The Flash                | Sara Lance/Canário Branco               | 2 episódios                                                                                 |
| 2017          | Supergirl                | Sara Lance/Canário Branco               | 1 episódio                                                                                  |

| Ano  | Título       | Personagem      | Notas      |
| ---- | ------------ | --------------- | ---------- |
| 2013 | Burning Love | Hathwell's Date | 1 episódio |